# Pałac Rady Kraju

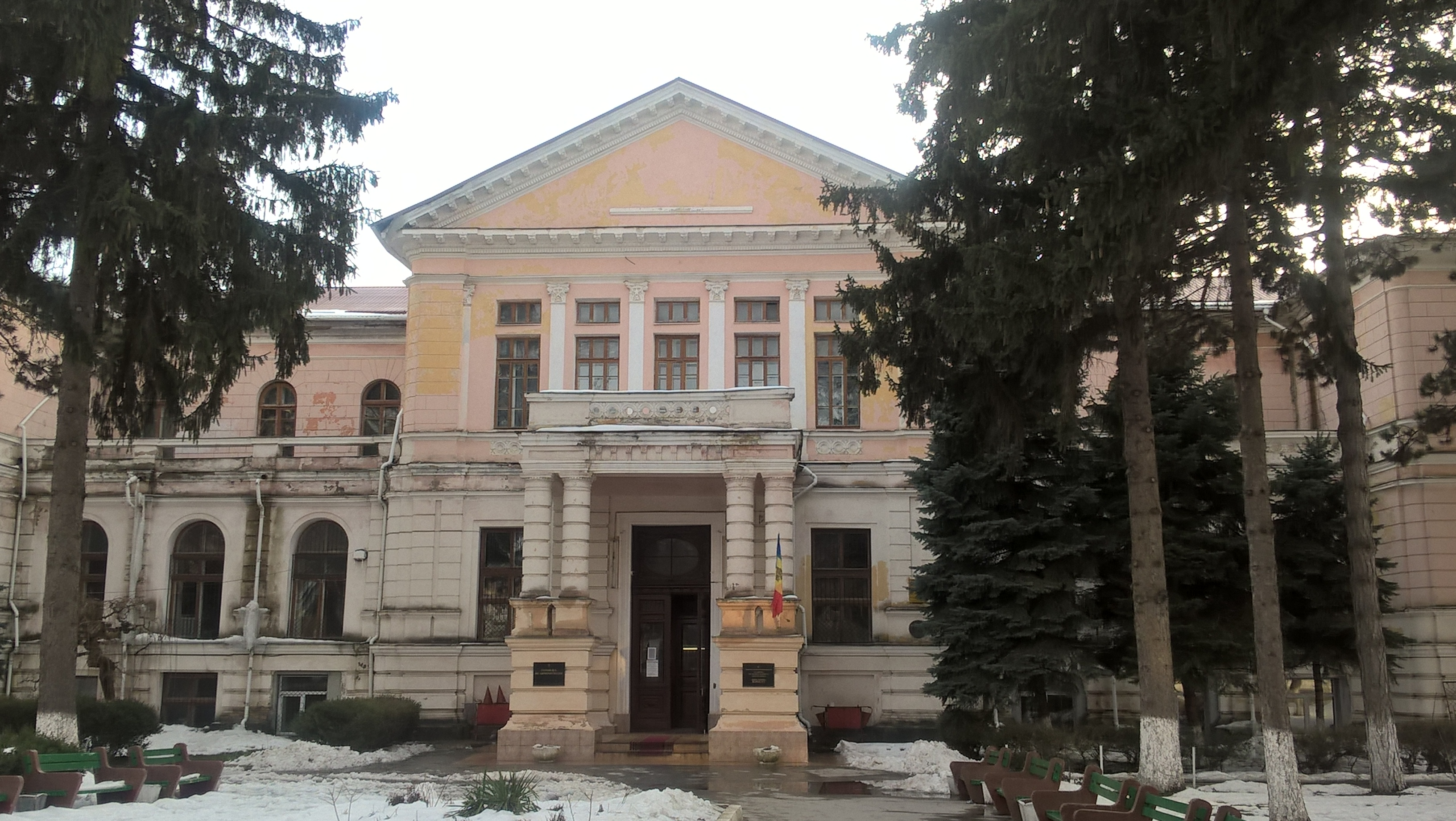
Elewacja budynku, stan z marca 2018 r.

Pałac Rady Kraju (rum. Palatul Sfatului Țării) – budynek w Kiszyniowie, pierwotnie siedziba III gimnazjum męskiego, położony przy ul. Alexeia Mateevicia 111. W latach 1917–1918 była to siedziba obrad parlamentu autonomicznej Mołdawii – Rady Kraju. Wpisany do rejestru zabytków Mołdawii o znaczeniu narodowym. 

## Historia
Budynek został wzniesiony według projektu Władimira Cyganki z przeznaczeniem na sierociniec i pensję dla 70 chłopców z rodzin szlacheckich. W 1905 r., gdy ukończono prace budowlane, został jednak przekazany ministerstwu oświaty, które zdecydowało o otwarciu w nim III gimnazjum męskiego. Dwupiętrowy budynek został wzniesiony na planie przypominającym cyryliczną literę Ж, w stylu nawiązującym do klasycyzmu francuskiego i oddzielony od ulicy obszernym ogrodem. W jego wnętrzu, oprócz sal lekcyjnych, znajdowała się szkolna cerkiew św. Szczepana.  
W 1914 r. w obiekcie urządzono szpital wojskowy. W 1917 r. dawne gimnazjum stało się siedzibą Rady Kraju, parlamentu Besarabii, która uzyskała autonomię po rewolucji lutowej w Rosji. W nim właśnie Rada podjęła 2 grudnia 1917 r. decyzję o utworzeniu Mołdawskiej Republiki Demokratycznej o statusie porównywalnym ze statusem Wielkiego Księstwa Finlandii przed 1917 r., a 27 marca 1918 r. przegłosowała zgodę na przyłączenie Besarabii do Rumunii. Podczas głosowania siedziba parlamentu była otoczona przez wojska rumuńskie, które w styczniu tego samego roku interweniowały w Besarabii, wypierając z niej bolszewików. O funkcjonowaniu mołdawskiego parlamentu w budynku przypomina tablica zawieszona na jego elewacji frontowej.
W dwudziestoleciu międzywojennym w budynku ponownie mieściło się męskie gimnazjum im. Alexandru Donicia. Przed obiektem znajdowała się kopia figury Wilczycy Kapitolińskiej, która miała symbolizować rzymskie pochodzenie Rumunów. Następnie w 1934 r. budynek przekazano zamiejscowemu wydziałowi nauk agronomicznych Uniwersytetu Aleksandra Cuzy w Jassach. Podczas II wojny światowej obiekt został poważnie uszkodzony i w latach 50. był remontowany według projektu E. Spirera. Zajmował go Instytut Rolniczy, a następnie Akademia Sztuk Pięknych, przemianowana później na Akademię Muzyczną, Teatralną i Plastyczną. W pierwszych dekadach XXI w. stan techniczny budynku był bardzo zły, obiekt wymagał pilnego remontu.